# Camptochaete dendroclada
Camptochaete dendroclada là một loài Rêu trong họ Lembophyllaceae. Loài này được Müll. Hal. mô tả khoa học đầu tiên năm 1904.